# Hagebyhöga socken
Hagebyhöga socken i Östergötland ingick i Aska härad, ingår sedan 1980 i Vadstena kommun och motsvarar från 2016 Hagebyhöga distrikt.
Socknens areal är 19,51 kvadratkilometer, varav 19,45 land. År 2000 fanns här 197 invånare. Kyrkbyn Hagebyhöga med sockenkyrkan Hagebyhöga kyrka ligger i denna socken. 

## Administrativ historik
Hagebyhöga socken har medeltida ursprung. 
Vid kommunreformen 1862 övergick socknens ansvar för de kyrkliga frågorna till Hagebyhöga församling och för de borgerliga frågorna till Hagebyhöga landskommun. Landskommunen inkorporerades 1952 i Aska landskommun, ingick 1974-1979 i Motala kommun och från 1980 i Vadstena kommun. Församlingen uppgick 2006 i Aska församling. Från Västra Stenby socken (församling) överfördes hit 1982 fastigheterna Hålan 1:6 och 1:7 och Hässleby Östergård 1:8.
1 januari 2016 inrättades distriktet Hagebyhöga, med samma omfattning som församlingen hade 1999/2000.  
Socknen har tillhört samma fögderier och domsagor som socknens härad.  De indelta soldaterna tillhörde  Första livgrenadjärregementet, Motala kompani och Andra livgrenadjärregementet, Bergslags och Skenninge Kompanier.

## Geografi
Hagebyhöga socken ligger vid Vättern, nordost om Vadstena. Socknen är uppodlad småkuperad slättbygd, delvis sandig utmed sjön.

## Fornlämningar
Kända från socknen är lösfynd och fyra hällkistor från stenåldern samt gravfält med stensättningar och domarringar från järnåldern. På Askahögen i Aska by hittade arkeologer 2013 ett av de största vikingatida långhusen i Sverige.

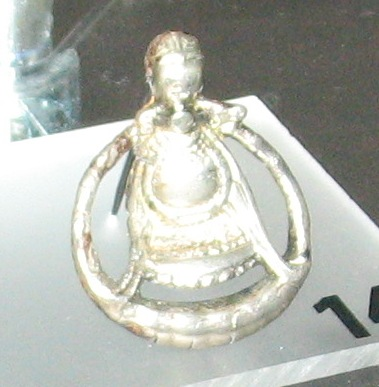
Vikingatida silverhänge föreställande gudinnan Freja ur en kvinnograv från järnåldern.
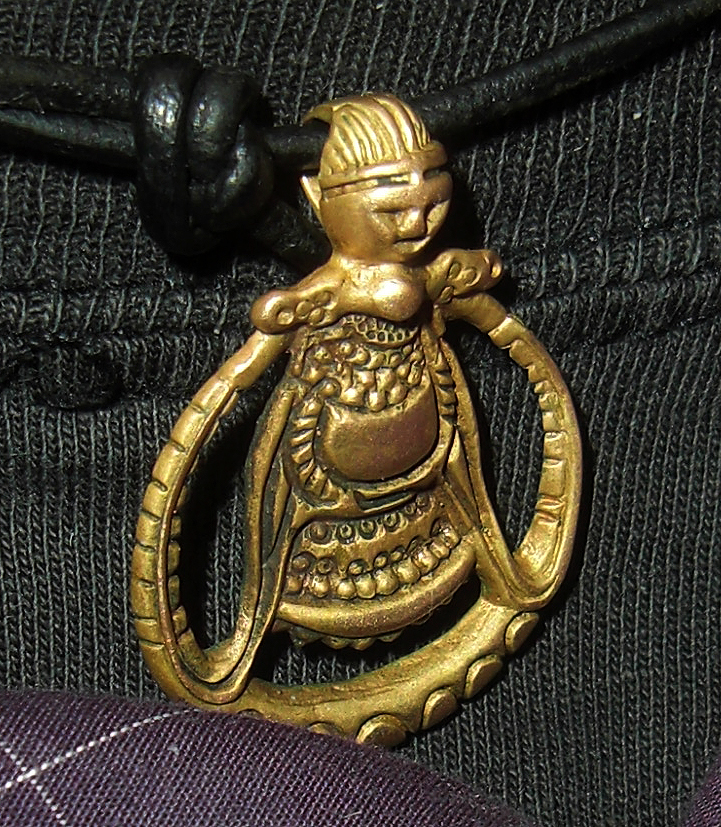
Bronskopia av samma silverhänge.

## Namnet
Namnet (1323 Haghaby högha) kommer från en av kyrkbyns delar. Namnet är 'det höga Hageby, den högt belägna delen av Hageby'. Detta namn har förleden hagh, gärdesgård; inhägnad, hage' och efterleden byär, 'gård;by'.

### Fotnoter
1. 1 2  Svensk Uppslagsbok andra upplagan 1947–1955: Hagebyhöga socken
2. 1 2  Harlén, Hans; Harlén Eivy (2003). Sverige från A till Ö: geografisk-historisk uppslagsbok. Stockholm: Kommentus. Libris 9337075. ISBN 91-7345-139-8
3. ↑  ”Församlingar”. Statistiska centralbyrån. https://www.scb.se/hitta-statistik/regional-statistik-och-kartor/regionala-indelningar/forsamlingar/. Läst 30 december 2022.
4. ↑  Administrativ historik för Hagebyhöga socken (Klicka på församlingsposten). Källa: Nationella arkivdatabasen, Riksarkivet.
5. 1 2  Sjögren, Otto (1931). Sverige geografisk beskrivning del 2 Östergötlands, Jönköpings, Kronobergs, Kalmar och Gotlands län. Stockholm: Wahlström & Widstrand. Libris 9939
6. 1 2  Nationalencyklopedin
7. ↑  Fornlämningar, Statens historiska museum: Hagebyhöga socken
8. ↑  Fornminnesregistret, Riksantikvarieämbetet: Hagebyhöga socken Fornminnen i socknen erhålls på kartan genom att skriva in sockennamn (utan "socken") i "Ange geografiskt område"
9. ↑  Mats Wahlberg, red (2003). Svenskt ortnamnslexikon. Uppsala: Institutet för språk och folkminnen. Libris 8998039. ISBN 91-7229-020-X. https://isof.diva-portal.org/smash/get/diva2:1175717/FULLTEXT02.pdf